# Bibi Lindström
Birgit „Bibi“ Lindström (* 30. Juni 1904 in Arbrå, Schweden; † 4. November 1984 in Stockholm) war eine vielseitige schwedische Künstlerin, die als Architektin, Bühnenbildnerin, Malerin und Filmarchitektin gearbeitet hatte. Mit einem Œuvre von Kulissenbauten zu rund 150 Kino- und Fernsehfilmen in vier Jahrzehnten galt sie als ungemein produktiv.

## Leben und Wirken
Bibi Lindström erhielt ihre erste künstlerische bzw. architektonische Ausbildung 1922/23 an den Münchner Lehrwerkstätten und anschließend, von 1923 bis 1926, an der Technischen Hochschule in Stockholm. 1926 schrieb sie sich an der Königlichen Kunsthochschule (Kungliga Konsthögskolan) ein und konzentrierte sich auf das Fachgebiet dekorative Künste. Schon hier kristallisierte sich Lindströms großes fachliches Können heraus, und man spendierte ihr ein Stipendium zwecks Studienreisen nach Deutschland, Italien und Frankreich. Praktische Erfahrungen im Bereich Bühnenbild sammelte sie anschließend (1931/32) an Gösta Ekmans Theater. Gemeinsam mit dem schwedischen Architekten Viking Göransson (1900–1985), den sie 1929 geheiratet hatte (Scheidung 1953), nahm Bibi Lindström an der Stockholmer Ausstellung 1930 teil, einer bedeutenden Exhibition für Architektur, Design und Kunsthandwerk im Zeichen der Moderne. 1938 nahm sie an einer weiteren Kunstausstellung, diesmal in New York City, teil, wo sie mit einem Preis ausgezeichnet wurde. Daraufhin blieb sie eine Zeitlang in der amerikanischen Metropole und übernahm Anschlussangebote. Auch in späteren Jahren unternahm Lindström immer wieder Ausflüge in filmferne Kunstrichtungen; so schuf sie beispielsweise mehrere Ölgemälde und Stoffmuster für Möbel.
Kurz nach Beginn des Tonfilmzeitalters in Schweden Anfang der 1930er Jahre konnte Bibi Lindström für den Film gewonnen werden. Als Filmarchitektin entwarf sie fortan die Bauten zu einer Fülle von zunächst recht anspruchsarmen Unterhaltungsproduktionen und arbeitete in ihrer vier Jahrzehnte umspannenden Schaffensperiode mit den bekanntesten Regisseuren ihres Landes zusammen, darunter Schamyl Bauman, Olof Molander, Rolf Husberg, Hasse Ekman, Alf Sjöberg und immer wieder Arne Mattsson, dessen (wegen einer kurzen Nacktszene) von der Kritik zum Filmskandal erklärte Liebesgeschichte Sie tanzte nur einen Sommer sie ebenfalls ausstattete. Auch zu einigen Arbeiten des Starregisseurs Ingmar Bergman (Abend der Gaukler, Nahe dem Leben, Persona) und zu Sjöbergs gefeierter Stindberg-Adaption Fräulein Julie lieferte Bibi Lindström die Kulissenentwürfe. In späteren Jahren entwarf sie mehrfach Szenenbilder für das Fernsehen und unternahm auch Ausflüge als Bühnenbildnerin zum Theater (u. a. The Teahouse of the August Moon, 1954, Mary Mary, 1963, Barfuß im Park, 1965). Mit knapp 70 Jahren zog sich die Doyenne unter Schwedens Filmarchitekten ins Privatleben zurück.

## Filmografie
- 1932: Muntra musikanter
- 1933: Den farliga leken
- 1933: Lördagskvällar
- 1934: Kvinnorna kring Larsson
- 1935: Flickor på fabrik
- 1936: Rendezvous im Paradies (Skeppsbrutne Max)
- 1938: Sol över Sverige
- 1939: Efterlyst
- 1939: Wir zwei (Vi två)
- 1939: Hennes melodi
- 1940: Mannen som alla ville mörda
- 1941: En fettig miljonär
- 1941: Kvinna ombord
- 1942: Rospiggar
- 1942: Varat gäng
- 1942: Der Pfarrer der Entgleisten (Kvinnor i fångenskap)
- 1943: En melodi om våren
- 1943: På liv och död
- 1943: Örlogsmän
- 1944: Lilla helgonet
- 1944: Prins Gustaf
- 1945: Die Kinder vom Wildbachfelsen (Barnen från Frostmofjället)
- 1945: Rosen på Tistelön
- 1946: I dödens väntrum
- 1946: Kvinnor i vantrum
- 1947: Maria
- 1947: Meisterdetektiv Kalle Blomquist (Mästerdetektiven Blomkvist)
- 1948: Sündige Liebe (Banketten)
- 1948: Marknadsafton
- 1949: Människors Rike
- 1949: Sjöslåvar
- 1950: Kalle und die Diamantenschmuggler (Anderssonskans Kalle)
- 1950: Das Mädchen mit Hyazinthen (Flicka och hyacinter)
- 1951: Fräulein Julie (Fröken Julie)
- 1951: Sie tanzte nur einen Sommer (Hon dansade en sommar)
- 1952: Du sollst nicht begehren (Hård klang)
- 1952: Es geschah aus heißer Jugendliebe (For min heta ungdoms skull)
- 1952: Barabbas – der Mann im Dunkel (Barabbas)
- 1953: Abend der Gaukler (Gycklarnas afton)
- 1953: Früchte der Liebe (Ogift fader söker)
- 1953: Der Preis des Ruhms (Skuggan)
- 1954: Karin Mansdotter (Karin Månsdotter)
- 1954: Salka Valka
- 1954: Junger Sommer (Ung sommar)
- 1955: Hemsöborna
- 1955: Sommernächte in Schweden (Ute blåser sommarvind)
- 1956: Lille Fridolf och Jag
- 1956: Litet bo
- 1957: Tarps Elin
- 1957: Wenn die Nebel fallen (Damen i svart)
- 1957: Nahe dem Leben (Nära livet)
- 1958: Mannequin in Rot (Mannekäng i rött)
- 1958: Fuhrmann des Todes (Körkarlen)
- 1959: Die Gräfin mit der Peitsche (Ryttare i blått)
- 1959: Frau nach Wunsch (Den kära leken)
- 1960: Hochzeit mit Verzögerung (Bröllopsdagen)
- 1960: Der Richter (Domaren)
- 1960: Sommer und Sünder (Sommar och syndare)
- 1961: Pärlemor
- 1961: Die Abenteuer des Nils Holgersson (Nils Holgerssons underbara resa)
- 1962: Siska
- 1962: Lyckan kommer (Fernsehfilm)
- 1963: Societetshuset (Fernsehserie)
- 1964: Klänningen
- 1965: Persona
- 1966: Patrasket (Fernsehfilm)
- 1966: Candida (Fernsehfilm)
- 1962–67: Ferien auf der Kräheninsel (Vi på Saltkrokan, Fernsehserie)
- 1967: Glasmenageriet (Fernsehfilm)
- 1967: Doktor Glas (Dr. Glas)
- 1968: Nina (Fernsehfilm)
- 1968: ABC (Fernsehfilm)
- 1969: Fadern
- 1969: Miss and Mrs. Sweden
- 1970: Den magiska cirkeln
- 1971: Leka mied elden (Fernsehfilm)
- 1972: Ture Sventon – Privatdetektiv
- 1973: Den vita stenen (Fernsehmehrteiler)